# Attitude (film)
Attitude je americké černobílé filmové drama režiséra Roba Nilssona z roku 2002. Jde o součást Nilssonovy série 9 @ Night (jde o pátý film ze série). Filmy z této série se zaměřují na problémové a znepokojující citové životy lidí. Děj filmu Attitude se točí kolem automechanika Spoddyho (Michael Disend), který však nemá rád automobily. Jeho život se naruší ve chvíli, kdy je mu diagnostikován AIDS. Dále ve filmu hrají například Robert Viharo, Irit Levi, Cory DuVal a Edwin Johnson. Většina lidí ve filmu jsou lidé z ulice. Nilsson hercům nechával možnost vytvářet si vlastní postavy a dialogy. Kameramanem byl Nilssonův dlouholetý spolupracovník Mickey Freeman. Hudbu k filmu složil Daniel Feinsmith. Snímek měl premiéru na Hongkongském mezinárodním filmovém festivalu.